# 쉬리 (영화)
《쉬리》는 강제규 감독이 극본·감독을 맡은 1999년 영화 작품으로 한국 최초의 블록버스터 영화로 꼽힌다. 영화 이름은 한반도 토종 어류인 쉬리에서 따왔다. 역대 한국 개봉 영화 최초로 전국 600만명의 관객을 이끈 기념비적인 작품이며, 일본 등 해외 몇 지역에도 수출되어 제법 인기를 끈 한류 영화의 시초이기도 하다.

## 시놉시스
국가 일급 비밀정보기관 O.P 소속 특수요원 유중원과 그의 동료 이장길은 무기 밀매상 임봉주로부터 중요한 정보를 넘겨받기 직전, 그가 거리에서 총격을 받고 사망하는 사건을 목격한다. 유중원은 현장에서 발견한 탄피를 통해 저격수가 북한 특수 8군단 소속 요원 이방희임을 알아낸다.
그들은 이방희가 국방과학기술연구소에서 개발된 신소재 액체폭탄 CTX를 노리고 있었음을 파악하고 연구소로 향하지만, 이미 담당 연구원이 살해당한 뒤였다.
한편, 북한에서 침투한 박무영과 8군단 정예요원들은 군단사령부로 이송 중이던 CTX를 탈취하는 데 성공하고, 유중원은 뒤늦게 이 사실을 알게 된다.
분단 상황 속에서 벌어지는 액체폭탄 CTX를 둘러싼 남북 간의 첩보전과 갈등을 중심으로, 사건에 얽힌 인물들의 관계와 갈등이 점차 드러난다.

## 캐스팅
- 한석규 - OP 유중원 실장 역
- 최민식 - 북한 특수8군단 박무영 소좌 역
- 송강호 - OP 이장길 실장 역
- 김윤진 - 이명현 / 성형 후 이방희
- 윤주상 - OP 고정석 국장 역
- 박용우 - OP 낙하산 요원 어성식 역
- 박하 - 성형 전 북한 특수 8군단 요원 이방희 역
- 조덕현 - 리원두 역
- 김수로 - 북한 특수 8군단 요원 안현철 역
- 장현성 - OP 특별조사반 요원 역
- 황정민 - OP 특별조사반 요원 역
- 이찬영 - OP 특별조사반 요원 역
- 정승우 - OP 특공대원 역
- 여호민 - OP 특공대원 역
- 윤희원 - OP 특공대원 역
- 홍달표 - OP 특공대원 역
- 이국호 - OP 특공대원 역
- 송용태 - 북한 위원장 이현상 역
- 이필모 - 북한 특수 8군단 요원 역
- 이종혁 - 북한 특수 8군단 요원 역
- 김상미 - 북한 특수 8군단 요원 역
- 배중식 - 북한 특수 8군단 요원 역
- 유하복 - 총상 경호관 역
- 허기호 - 간부 1 역
- 최익준 - 운전병 역
- 하덕성 - 민 박사 역
- 남명렬 - 이관호 형사 역

## 같이 보기
- 대한민국 영화 흥행 기록